# Ibrahima Camará (football, 1999)
Pour les articles homonymes, voir Ibrahima Camara et Camara.
Ibrahima Camará né le 25 janvier 1999 à Conakry en Guinée, est un footballeur international guinéen qui évolue au poste de milieu défensif au Moreirense FC.

## Biographie

### En club
Natif de Conakry, Ibrahima Camará passe par le centre de formation du SC Braga au Portugal, où il signe son premier contrat professionnel le 7 juillet 2018. Il ne fait finalement aucune apparition avec l'équipe première, étant surtout aligné en équipe réserve où il joue notamment 17 matchs pour trois buts lors de la saison 2018-2019.
Le 31 janvier 2019 Camara s'engage avec un autre club portugais, le Moreirense FC. Le 17 février suivant il fait sa première apparition en professionnelle en entrant en jeu lors d'une rencontre de Liga NOS face au CD Tondela. Son équipe s'impose sur le score de deux buts à zéro ce jour-là.

### En sélection
Le 15 octobre 2019, Ibrahima Camará honore sa première sélection avec l'équipe nationale de Guinée face au Chili en match amical. Titulaire lors de cette partie, il inscrit également son premier but en sélection, ce qui n'est pas suffisant pour gagner le match, la Guinée s'inclinant sur le score de trois buts à deux.

## Vie privée
Ibrahima Camará avoue en mai 2020 rêver de jouer en Premier League et notamment sous les couleurs du club londonien de l'Arsenal FC.